# Stephan Vehreschild
Stephan Heinrich Vehreschild (* 1959 in Kleve-Materborn) ist ein deutscher Politiker (CDU). Er war von 2009 bis 2023 Bürgermeister der Stadt Niederkassel.

## Leben
Vehreschild ist gelernter Tischlermeister und arbeitete vor seiner Wahl zum Bürgermeister 22 Jahre lang als Sicherheitsberater bei der Berufsgenossenschaft Holz in Köln.
Er ist verheiratet, hat drei erwachsene Kinder und lebt seit 1988 in Ranzel.

## Politik
Stephan Vehreschild ist seit Oktober 1996 Mitglied der CDU und wurde bei der Kommunalwahl 1999 erstmals in den Stadtrat von Niederkassel gewählt. Von 2007 bis 2009 war er Vizebürgermeister.
Zur Kommunalwahl 2009 trat Vehreschild für die CDU als Kandidat für das Amt des Bürgermeisters an. Bei der Wahl am 30. August erhielt er 54,38 % der Stimmen und wurde damit zum Nachfolger von Walter Esser (CDU) gewählt, der nach insgesamt 20 Jahren zunächst als ehrenamtlicher und seit 1999 als hauptamtlicher Bürgermeister nicht wieder angetreten war. 2014 (65,14 %) und 2020 (58,34 %) wurde er jeweils im ersten Wahlgang im Amt bestätigt.
Ab November 2020 war er Sprecher der Bürgermeister des Rhein-Sieg-Kreises. Am 1. Juni 2023 gab Vehreschild bekannt, aus gesundheitlichen Gründen vorzeitig Ende des Jahres in den Ruhestand zu gehen. Zu seinem Nachfolger wurde Matthias Großgarten (SPD) gewählt.